# 硫氰酸锌
硫氰酸锌（化学式：Zn(NCS)2，又称异硫氰酸锌）是锌的硫氰酸盐。

## 性质
硫氰酸锌是一种白色易吸潮的固体，溶于水和乙醇，并容易生成 {\displaystyle {\rm {\ [Zn(NCS)_{4}]^{2-}}}} 配离子。

## 制取
由硫酸锌和硫氰酸钡溶液混合，过滤并蒸发溶液至干而得。
{\displaystyle {\rm {\ ZnSO_{4}+Ba(SCN)_{2}\rightarrow BaSO_{4}\downarrow +Zn(SCN)_{2}}}}
其二水合物可由硝酸锌和硫氰酸铵在水溶液中反应得到。氢氧化钡会降低其溶解度，使之易于结晶。
Zn(NO3)2 + 2 NH4SCN + 2 H2O → Zn(NCS)2(H2O)2 + 2 NH4NO3

## 用途
在纺织工业中用作中间媒介进行助染。